# Stephan Wolting
Stephan Wolting (* 1960 in Düsseldorf) ist ein deutscher Germanist und Professor an der Adam-Mickiewicz-Universität in Poznań.

## Leben
Stephan Wolting studierte Germanistik, Philosophie und Pädagogik mit dem Schwerpunkt Entwicklungspsychologie. Von 1988 bis 1992  war er wissenschaftlicher Mitarbeiter am Germanistischen Institut  der Heinrich-Heine-Universität Düsseldorf und promovierte dort 1991 mit einer Arbeit zu Des Suchens sei kein Ende. Säkularisierung und Sendung in Goethes Romanfragment „Wilhelm Meisters theatralische Sendung“.
1992 wurde er Gründungsmitglied und Mitarbeiter der Abteilung für Deutsch am Fremdsprachenkolleg der Pädagogischen Hochschule in Słupsk (Stolp) in Polen und lehrte dort seit 1994 als Professor. Gleichzeitig war er von 1994 am Aufbau eines Fremdsprachenkollegs an der Universität Danzig beteiligt.
Seit 1996 war er Lektor des Deutschen Akademischen Auslandsdienstes (DAAD) am Institut für Germanistik der Universität Warschau.
Stephan Wolting war zudem zeitweise an Universitäten in San Sebastian in Spanien (1980), Quito in Ecuador (1994), Aberdeen in Schottland (1995), Saragossa in Spanien (1996) und Exeter in England (1997) tätig.
1999 erhielt Wolting ein Habilitationsstipendium vom Deutschen Historischen Institut in Warschau. 2000 arbeitete er am Institut für Lehrerbildung in Niwki/Tempelhof bei Opole. 2001 wurde er Lektor des DAAD an der Universität in Olomouc (Olmütz) in Tschechien, von 2002 Lektor des DAAD an der Universität Wrocław (Breslau).
Diverse Kurz- und Langzeitdozenturen hatte er in Dschang (2018), Bayreuth (2007ff.), Gastaufenthalte in Shanghai (2015), Sankt Petersburg (2017) inne.
Seit 2004 ist Stephan Wolting Professor für Interkulturelle Kommunikation am Institut für Angewandte Linguistik der Adam-Mickiewicz-Universität in Poznań (Posen), damals der erste Lehrstuhl für Interkulturelle Kommunikation in Polen. Neben der Durchführung interkulturellen Trainings lehrt er auch Kreatives Schreiben.

## Forschungsschwerpunkte
Als seine Forschungsschwerpunkte gelten darüber hinaus: Interkulturelle Ästhetik und Hermeneutik – kulturelle Fremde und ästhetische Verfremdung, literarische Thanatologie.
Als sein Hauptwerk gilt: Undine Gruenter. Deutsche Schriftstellerin mit Ziel Paris (2020, Rezension in der Welt vom 8. Mai 2021: Undine Gruenter, wiederentdeckt).
Zentrale Veröffentlichungen zu: Akademische Kulturen im internationalen Vergleich, Kultureller Mittler, Anti-Bias-Forschung.
U.a. fungierte er als Gastherausgeber der Online-Fachzeitschrift: German as a Foreign Language: Themenheft 3/2019: Zur heutigen Funktion der Germanistik und der deutschen Sprache in Westafrika.
Er veröffentlichte in renommierten Fachzeitschriften (Jahrbuch Daf/German Studies) oder Handbüchern wie dem Cambridge Handbook of Intercultural Communication (2021).

## Mitgliedschaften
Mitgliedschaften und Tätigkeiten in einigen wissenschaftlichen Vereinigungen: Mitglied der Gesellschaft für Interkulturelle Germanistik (GIG), Internationaler Germanistenverband (IVG), Intercultural Campus, Hochschulverband für interkulturelle Studien, European Master of Intercultural Communication (EMICC).

## Publikationen
Stephan Wolting publizierte zahlreiche Monografien und Aufsätze zu literatur- und kulturwissenschaftlichen Themen in deutscher und polnischer Sprache.
- Des Suchens sei kein Ende – Säkularisierung und Sendung in Goethes Romanfragment "Wilhelm Meisters theatralische Sendung". Aachen 1996.
- Bretter, die Kulturkulissen markierten. Das Danziger Theater am Kohlenmarkt, die Zoppoter Waldoper und andere Theaterinstitutionen im Danziger Kulturkosmos zur Zeit der Freien Stadt und in den Jahren des Zweiten Weltkriegs. Habilitation. Wrocław 2003.
- Moją ojczyzną jest literatura. Wrocław 2007, mit Norbert Honsza .
- Wegfahren. Gedichte. Dresden 2007.
- Dies ist Pommern. Ein literarisch-künstlerischer Reisebegleiter. Dresden/Wroclaw 2009, mit Monika Wolting.
- Glasschnee. Gedichte: ein Winterzyklus. Dresden 2013.
- Kulturelle Mittler und Mittlerinnen – Überlegungen zum Aufgabenprofil interkultureller Wissens- und Dienstleistungsberufe. In: Berliner Debatte Initial. Berlin 2016, S. 50–57.
- „Unter jedem Grabstein liegt eine Weltgeschichte.“ (Heinrich Heine) – Zum Zusammenhang von Tod, Trauer, Kommemorationsmedien und Kultur – Überlegungen zu „kultureller Trauerarbeit“ als Perspektive kulturwissenschaftlicher Thanatologie. In: Jahrbuch Deutsch als Fremdsprache/German Studies 40/ 2014.: München 2016, S. 73–103.
- Kultur und Kollektiv. Berlin 2014.
- Purple Jacaranda. Narrations on transcultural identity. Göttingen 2016, mit Claude Hélène Mayer.[5]
- Undine Gruenter. Deutsche Schriftstellerin mit Ziel Paris. Göttingen 2020.[6]
- Enhancing Intercultural Skills through Storytelling. In: The Cambridge Handbook of Intercultural Communication. Cambridge 2020, S. 276–286.[7]
- Vergangenheit ist etwas, das plötzlich vor uns liegt. – ‚Transgenerational Memory‘, literarischer Raum und kulturelle Fiktion in Anne Webers Zeitreisetagebuch Ahnen (2015). In: Schnittstelle Germanistik. Heidelberg: Winter 2021.
- Zeitenwende oder Metanoia? Die Pandemie in deutschsprachigen literarischen und philosophischen Werken. In: Topografien der Globalisierung. Wiesbaden 2021.